# Eklezja

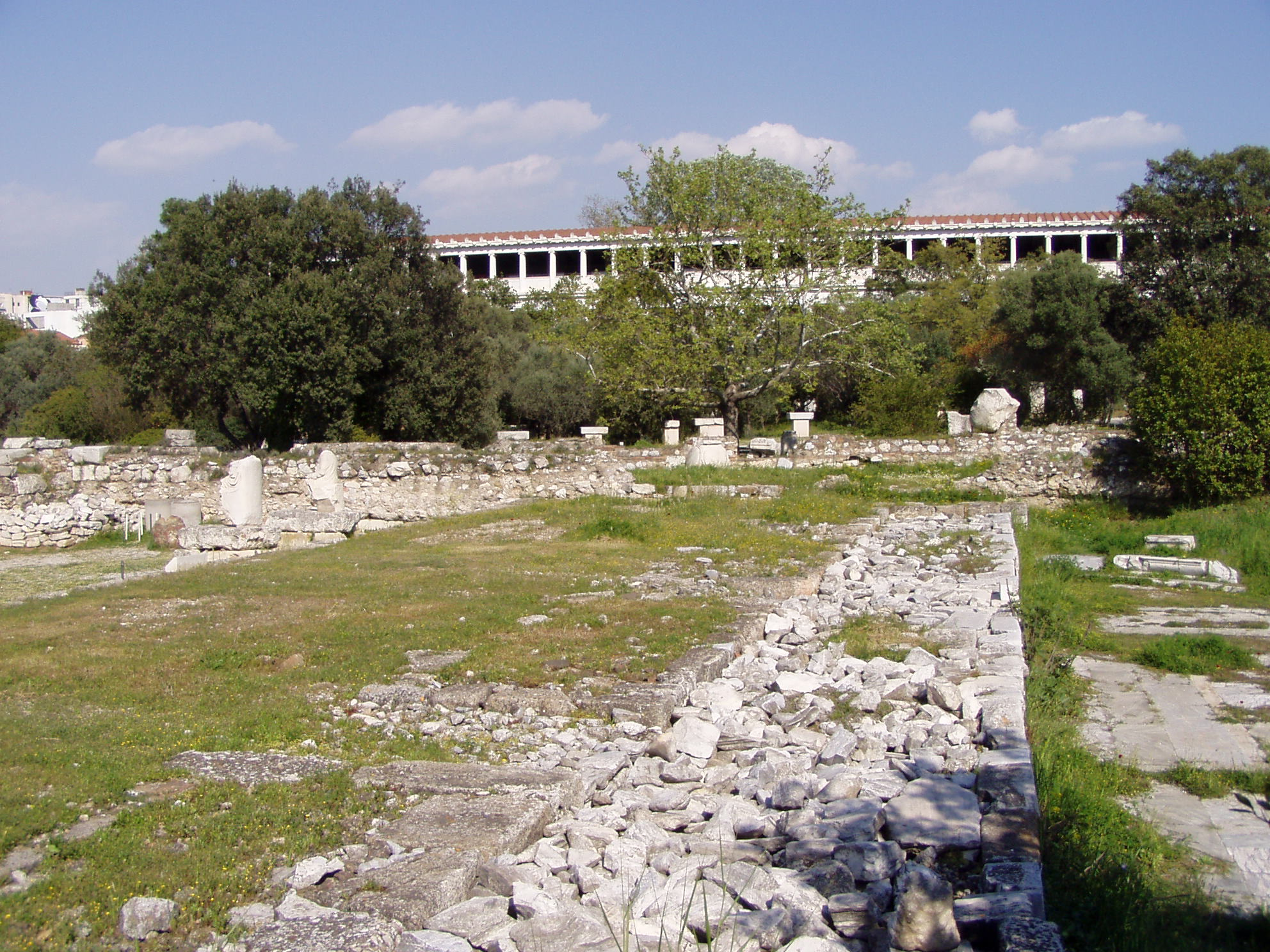
Ateńska agora

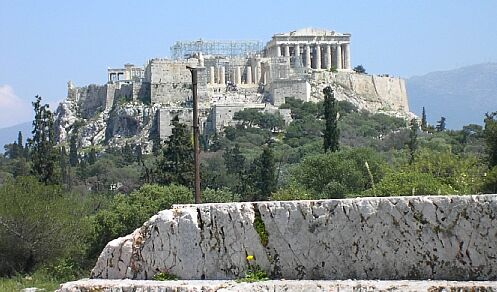
Wzgórze Pnyks – mównica. W tle Akropol

Eklezja (gr. ἐκκλησία ekklēsía „zgromadzenie”) – Zgromadzenie Ludowe, zgromadzenie obywateli w demokracji ateńskiej w V i IV wieku p.n.e. Eklezja jako reprezentacja ogółu była najwyższą władzą w państwie, decydującą o polityce zagranicznej, sprawach wojskowych i niektórych sądowych.

## Etymologia
Termin εκκλησία używany jest w języku greckim nieprzerwanie od czasów starożytnych. Źródłosłów ma związek z czasownikiem εκ-καλώ – zapraszam osoby spośród ogółu, by utworzyły grupę. Stąd rozwinęło się m.in. znaczenie έκ-κληση – wezwanie, apel, odwołanie się, oznaczające zarówno wezwanie o charakterze postulatu czy prośby, jak i wezwanie do gromadzenia się. Powstały tak termin εκκλησία w dawnym języku greckim opisywał zarówno procedury działania, jak też jego wynik. W języku nowogreckim,  znaczenie terminu εκκλησία zawężone jest do:  kościoła wyznań chrześcijańskich (organizacja i budynek).

## Obrady
W obradach eklezji mogli uczestniczyć wszyscy pełnoprawni obywatele, którzy ukończyli 20 lat. Podczas obrad obowiązywała swoboda wypowiedzi (isogoria) i składania wniosków. Obrady zaczynały się od modlitwy oraz zarżnięcia świni i skropienia jej krwią mównicy, aby przepędzić złe duchy. Następnie przedstawiano porządek obrad.
Zgromadzenie Ludowe zbierało się początkowo raz w miesiącu, później cztery razy. Każde obrady dotyczyły innego zakresu tematycznego – na pierwszych wybierano nowych urzędników, oceniano ustępujących, rozpatrywano sprawy dotyczące rozdawnictwa zboża oraz sądów skorupkowych, na drugich rozpatrywano sprawy dotyczące obywateli, a na trzecich i czwartych omawiano sprawy religijne oraz sprawy zastrzeżone dla posłów i heroldów.
Eklezja liczyła sobie 30-40 tys. obywateli; kworum wynosiło 6 tys. Na zebraniach obywatele głosowali nad uchwałami, zajmowali się polityką zagraniczną, decydowali o wojnie i pokoju, prowadzili tzw. sąd skorupkowy (ostracyzm), kontrolowali urzędników. Na jednym posiedzeniu podejmowano około 10 uchwał, a każda opatrzona była podpisem edoxse to demo (uchwalone przez lud). Najważniejsze decyzje wykuwane były na kamiennej płycie i ustawiane w centrum miasta, tak aby każdy mógł się z nimi zapoznać.

### Głosowanie
Głosowanie przeprowadzano poprzez podniesienie rąk (decyzje podejmowano na podstawie większości optycznej), w szczególnych przypadkach w sposób tajny, za pomocą kamyczków.

### Miejsce obrad
Miejscem spotkań była początkowo Agora, następnie specjalnie usypane wzgórze Pnyks. W ostatniej fazie istnienia demokracji był to Teatr Dionizosa – boga wina, winnej latorośli i płodności.